# Amadou Konte
Amadou Konte (Bamako, 23 gennaio 1981) è un ex calciatore maliano naturalizzato francese, di ruolo attaccante.

## Carriera
Nella stagione 2004-2005 ha segnato una rete in 13 presenze nella prima divisione scozzese con l'Hibernian, che l'aveva prelevato a stagione in corso dal Cambridge Utd. Nella stagione 2005-2006 gioca invece 13 partite senza mai segnare, mentre nella stagione 2006-2007 gioca una sola partita, a cui aggiunge anche 2 reti in altrettante presenze in Intertoto (entrambe nella partita vinta per 3-0 sul campo dei lituani del Daugava l'8 luglio 2006).

## Palmarès

### Club

#### Competizioni nazionali
- Coppa di Lega scozzese: 1

Hibernian: 2006-2007